# Taixue

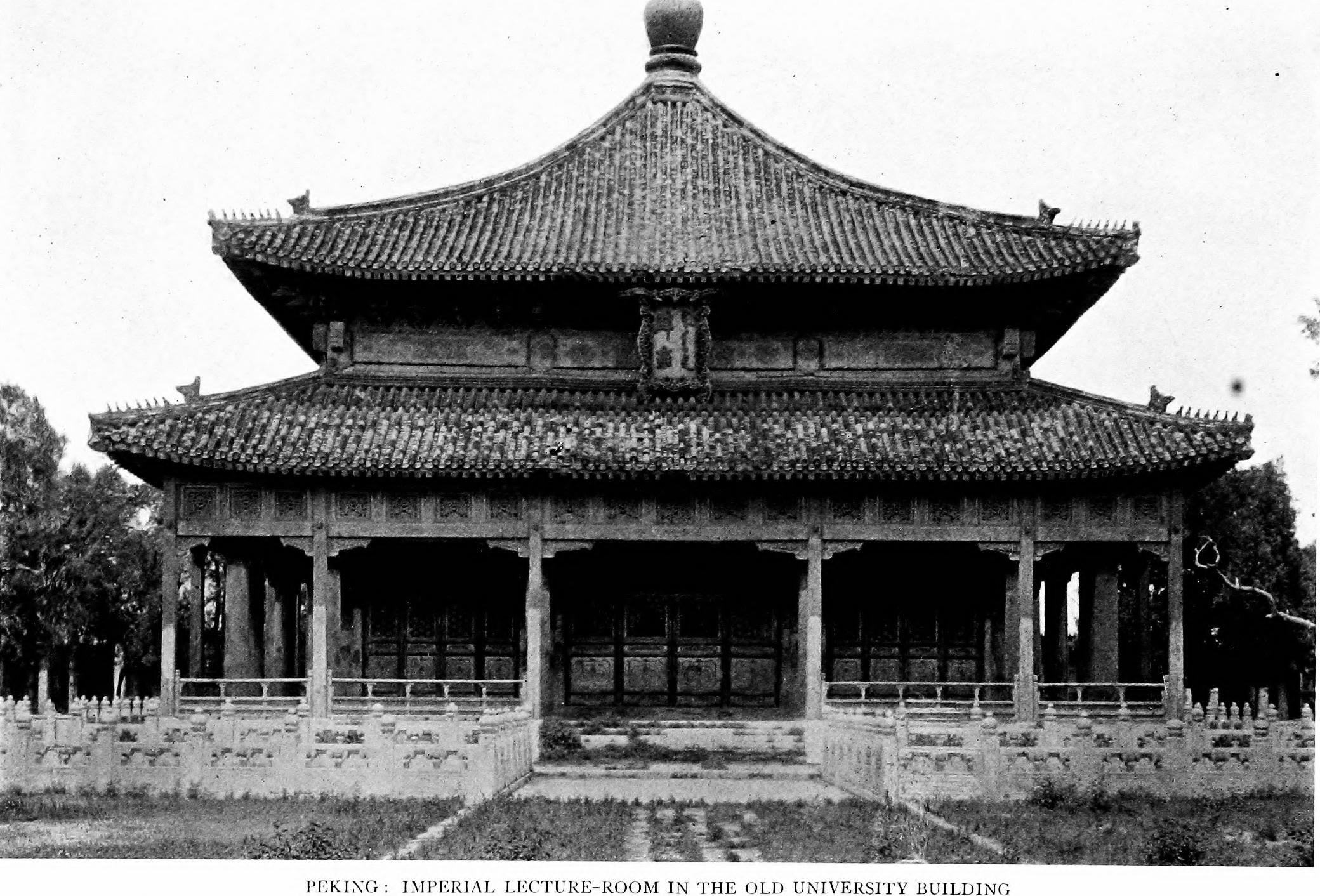
L'aula magna imperiale

L'accademia Taixue (Tai-shueh; in cinese semplificato: 太学; in cinese tradizionale: 太學) o "accademia imperiale", "scuola imperiale" e "università imperiale", fu la più prestigiosa accademia stabilita in Cina nel periodo compreso tra la dinastia Han e la dinastia Sui. Durante il secondo secolo, l'istituto comprendeva circa 30,000 studenti e professori. Ebbe lo scopo principale di rifornire la macchina statale di dipendenti competenti nella burocrazia imperiale.

## Storia
Il primo sistema scolastico nazionale fu creato sotto il dominio dell'imperatore Ping dalla dinastia Han, costituendo la Taixue a Chang'an e altri istituti minori in tutte le altre prefetture e contee.La dinastia Sui istituì importanti riforme al riguardo, conferendo un ruolo ancora più centrale all'accademia rinominata Guozijian  (國子監).La struttura mantenne il suo potere fino al 1905, quando venne abolita prima della fine della dinastia Qing.
La Taixue insegnò il confucianesimo ed educò i propri studenti alla letteratura, oltre che introdurre gli esami imperiali durante la dinastia Song (960–1279).